# Championnat d'Irlande féminin de football 2012-2013
Navigation
Édition précédente Édition suivante
La saison 2012-2013 du Championnat d'Irlande féminin de football Irish Women's League est la deuxième saison du championnat. Le Peamount United Football Club vainqueur de la première édition remet son titre en jeu.
Le championnat continue son évolution en accueillant une septième équipe, le DRL Waves Football Club à qui la fédération irlandaise a décerné une licence pour cette nouvelle saison.

## Participants
| \| Castlebar Celtic Dublin: · Raheny United · Shamrock Rovers · Peamount United Cork Women's Football Club Wexford Youths WFC DLR Waves FC \| Localisation des clubs engagés dans le championnat. |
| Castlebar Celtic Dublin: · Raheny United · Shamrock Rovers · Peamount United Cork Women's Football Club Wexford Youths WFC DLR Waves FC                                                           |

Ce tableau présente les sept équipes qualifiées pour disputer le championnat 2012-2013. On y trouve le nom des clubs, le nom des entraîneurs et leur nationalité, la date de création du club, l'année de la dernière montée au sein de l'élite, le nom des stades ainsi que la capacité de ces derniers.
Un nouveau club fait son entrée dans le championnat : le DLR Waves FC. DLR correspond au Comté de Dun Laoghaire-Rathdown
| Nom du club                            | Entraîneur     | Date de création | Dernière montée | Stade                   | Capacité |
| -------------------------------------- | -------------- | ---------------- | --------------- | ----------------------- | -------- |
| Castlebar Celtic Women's football Club | Jeremy Dee     | 1924             | 2011            | Celtic Park             | 1 500    |
| Cork Women's Football Club             | David Bell     | 2011             | 2011            | CIT                     | -        |
| DLR Waves Football Club                | -              | 2012             | 2012            | -                       | -        |
| Peamount United Football Club          | Eileen Gleeson | 1983             | 2011            | Peamount Hospital Pitch | 1 000    |
| Raheny United Football Club            | Ollie Prunty   | 1994             | 2011            | Morton Stadium          | -        |
| Shamrock Rovers Ladies Football Club   | Dave Dunne     | 1902             | 2011            | Tallaght Stadium        | 6 000    |
| Wexford Youths Women's Football Club   | -              | 2007             | 2011            | Ferrycarrig Park        | -        |

## Classement
| Rang | Équipe             | Pts | J  | G  | N | P  | Bp | Bc | Diff |
| ---- | ------------------ | --- | -- | -- | - | -- | -- | -- | ---- |
| 1    | Raheny United C    | 45  | 18 | 14 | 3 | 1  | 55 | 19 | +36  |
| 2    | Peamount United T  | 44  | 18 | 14 | 2 | 2  | 80 | 25 | +55  |
| 3    | Wexford Youths WFC | 31  | 18 | 9  | 4 | 5  | 34 | 21 | +13  |
| 4    | Castlebar Celtic   | 22  | 18 | 7  | 1 | 10 | 30 | 49 | -19  |
| 5    | DLR Waves FC P     | 16  | 18 | 5  | 1 | 12 | 25 | 46 | -21  |
| 6    | Cork WFC           | 14  | 18 | 4  | 2 | 12 | 24 | 52 | -28  |
| 7    | Shamrock Rovers    | 9   | 18 | 2  | 3 | 16 | 16 | 52 | -36  |

| Légende : Qualifications et relégations | Légende : Qualifications et relégations                                                                            |
| --------------------------------------- | --- |
|                                         | Ligue des champions féminine de l'UEFA 2013-2014                                                                   |
|                                         | T : Tenant du titre P : Promu C : Vainqueur de la Coupe d'Irlande 2012 CL : Vainqueur de la Coupe de la Ligue 2012 |

### Résultats
| Résultats (▼dom., ►ext.)                                   | CAS | CRK | DLR | PEA | RAH | SHA  | WEX |
| Castlebar Celtic                                           |     | 3-0 | 1-2 | 0-2 | 2-3 | 2-1  | 1-6 |
| Cork WFC                                                   | .   |     | .   | 2-7 | 0-3 | 2-1  | 0-4 |
| DLR Waves FC                                               | 1-3 | 3-1 |     | 2-0 | 1-6 | .    | 1-2 |
| Peamount United                                            | 8-1 | 4-1 | 5-1 |     | 2-3 | 10-2 | 4-1 |
| Raheny United                                              | 5-0 | 3-1 | 1-0 | 2-5 |     | 4-0  | 1-1 |
| Shamrock Rovers                                            | 2-1 | 2-2 | 2-1 | 1-5 | 2-3 |      | 0-3 |
| Wexford Youths                                             | 2-0 | 2-0 | 3-0 | 1-1 | 1-1 | 1-1  |     |
| - Victoire à domicile - Match nul - Victoire à l'extérieur |     |     |     |     |     |      |     |

| Résultats (▼dom., ►ext.)                                   | CAS | CRK | DLR  | PEA | RAH | SHA | WEX |
| Castlebar Celtic                                           |     | .   | .    | 3-5 | 1-4 | .   | .   |
| Cork WFC                                                   | 3-3 |     | .    | 1-2 | .   | 3-0 | .   |
| DLR Waves FC                                               | 1-2 | 1-2 |      | .   | 1-2 | .   | .   |
| Peamount United                                            | .   | .   | 10-1 |     | .   | 6-0 | 2-1 |
| Raheny United                                              | .   | 7-0 | 1-0  | 2-2 |     | .   | 3-0 |
| Shamrock Rovers                                            | 0-1 | .   | 1-4  | .   | 0-2 |     | .   |
| Wexford Youths                                             | 1-2 | .   | 2-3  | .   | .   | 1-0 |     |
| - Victoire à domicile - Match nul - Victoire à l'extérieur |     |     |      |     |     |     |     |

### Leader journée par journée
- Raheny United
- Peamount United
- Wexford Youths

### Évolution du classement
| Club             | 1 | 2 | 3 | 4 | 5 | 6 | 7 | 8 | 9 | 10 | 11 | 12 | 13 | 14 | 15 | 16 | 17 | 18 |
| ---------------- | - | - | - | - | - | - | - | - | - | -- | -- | -- | -- | -- | -- | -- | -- | -- |
| Peamount United  | 2 | 2 | 2 | 1 | 1 | 1 | 1 | 1 | 1 | 1  | 1  | 3  | 1  | 1  | 1  | 1  | 1  | 2  |
| Raheny United    | 1 | 1 | 1 | 2 | 3 | 2 | 2 | 2 | 2 | 2  | 3  | 2  | 3  | 3  | 2  | 2  | 2  | 1  |
| Cork WFC         | 3 | 4 | 5 | 5 | 6 | 6 | 6 | 6 | 6 | 7  | 7  | 7  | 7  | 6  | 4  | 6  | 6  | 6  |
| Wexford Youths   | 6 | 3 | 3 | 3 | 2 | 3 | 3 | 3 | 3 | 3  | 2  | 1  | 2  | 2  | 3  | 3  | 3  | 3  |
| Castlebar Celtic | 4 | 6 | 4 | 4 | 4 | 4 | 4 | 4 | 4 | 4  | 4  | 4  | 4  | 4  | 5  | 4  | 4  | 4  |
| Shamrock Rovers  | 5 | 5 | 6 | 6 | 5 | 5 | 4 | 5 | 6 | 6  | 6  | 6  | 6  | 7  | 7  | 7  | 7  | 7  |
| DLR Waves        | 7 | 7 | 7 | 7 | 7 | 7 | 7 | 7 | 7 | 5  | 5  | 5  | 5  | 6  | 6  | 6  | 6  | 6  |

## Bilan de la saison
| Championnat d'Irlande de football 2012-2013      |                                         |
| Champion                                         | Raheny United Football Club (1er titre) |
| Dauphin                                          | Peamount United Football Club           |
| Coupes et trophées                               |                                         |
| Vainqueur de la Coupe d'Irlande 2012-2013        | Raheny United Football Club             |
| Qualifications continentales                     |                                         |
| Ligue des champions féminine de l'UEFA 2013-2014 | Raheny United Football Club             |
| Promotions et relégations                        |                                         |
| Promus en Championnat d'Irlande de football      |                                         |
| Relégués en Championnat d'Irlande de football    | Aucun                                   |